# Llau dels Castellots
La llau dels Castellots és una llau del terme de Llimiana, al Pallars Jussà.
Es forma a llevant del Pic del Cogull, des d'on davalla cap al nord-est, rebent l'afluència de la llau de Serrat Cabrer bastant al començament del seu curs. Quan arriba a les envistes de Sant Miquel de Llimiana torç cap al nord, fins que s'aboca en el barranc de Barcedana al bell mig de la Vall de Barcedana, a Estanya, prop de la Font d'Estanya, al nord-est de la Caseta de Plan Pelat i al sud-sud-oest de la Masia del Ton.